# Beach of the War Goddess (canción)
«Beach of the War Goddess» (español: La Playa de la Diosa de la Guerra) es el segundo sencillo del álbum homónimo de Caron Wheeler. La canción alcanzó el #75 en el UK Singles Chart.

## Listas musicales
| Lista musical    | Posición |
| ---------------- | -------- |
| UK Singles Chart | 75       |